# باول جونز (محامي)
باول جونز (بالإنجليزية: Paul Jones)‏ هو لاعب كرة قدم أمريكية وقاضي ومحامي أمريكي، ولد في 4 نوفمبر 1880 في يونغزتاون في الولايات المتحدة، وتوفي في 4 أغسطس 1965.